# هری استیل
هری استیل (انگلیسی: Harry Steel; ۱۸ آوریل ۱۸۹۹ – ۸ اکتبر ۱۹۷۱) کشتی‌گیر اهل ایالات متحده آمریکا بود.